# Sennik, Gabrovo
Sennik (în bulgară Сенник) este un sat în comuna Sevlievo, regiunea Gabrovo,  Bulgaria. 

## Demografie
Componența etnică a satului Sennik
     Bulgari (81,94%)
     Romi (11,28%)
     Nicio identificare (6,29%)
     Altele (0,47%)
La recensământul din 2011, populația satului Sennik era de 842 locuitori. Din punct de vedere etnic, majoritatea locuitorilor (81,94%) erau bulgari, cu o minoritate de romi (11,28%). Pentru 6,29% din locuitori nu este cunoscută apartenența etnică.